# Эндрюарта, Джанет
Джанет Эндрюарта (англ. Janet Andrewartha, 16 сентября 1952, Мельбурн — 26 июля 2024, Мельбурн) — австралийская актриса театра и телевидения. Эндрюарта начала свою карьеру в качестве преподавателя музыки, а затем поступила в театральную школу. Она окончила учёбу в 1979 году и начала получать роли на телевидении и в театре.
Самые значимые роли Эндрюарты были в австралийских телесериалах, наиболее заметными из которых являются Ребекка «Реб» Кин в «Заключённом» и Лин Скалли в мыльной опере «Соседи».
Кроме телевидения она активно занималась театральной карьерой в начале 1980-х годов и выступала в этом жанре на протяжении четырёх десятилетий, работая в многочисленных постановках с Melbourne Theatre Company и Playbox Theatre Company.

## Ранние годы
Эндрюарта родилась в Мельбурне, Австралия. В молодости Эндрюарта не планировала становиться актрисой и работала учителем музыки. Когда она работала в старшей школе, директор попросил Эндрюарту поставить мюзикл в честь окончания учебного года с учениками 10-го класса. Она ничего не знала о театре, и её попросили учиться, чтобы помочь в постановке. Эндрюарта посещала заочные курсы драматического искусства и через год решила оставить преподавание, чтобы полностью посвятить себя актёрскому мастерству. Она посещала трёхгодичный курс театрального искусства в Национальном театре в Мельбурне. Эндрюарта окончила этот курс в 1979 году.

## Карьера
В 1981 году Эндрюарта гастролировала в Мельбурне со своим моноспектаклем под названием «Поющие во время рейда». В 1982 году ей удалось выступить со своим спектаклем в Национальном театре. Одна из самых ранних ролей Эндрюарты на телевидении была в эпизоде сериала «Закон Карсона» в 1983 году. Она также играла Айрис в постановке «Framework» в театре Universal в Фицрое. В 1984 году Эндрюарта присоединилась к актёрскому составу драматического сериала «Заключённый» на канале Network 10, сыграв персонажа Рэб Кин. Снимаясь в «Заключённом», она сыграла роль Полли в постановке «Трёхгрошовой оперы» в Викторианском центре искусств.
В 1985 году она начала играть роли в постановках театра на Рассел-стрит. Она играла в фильме Барри Дикинса «Ночное водохранилище» и в фильме Ширли Джи «Никогда в моей жизни» вместе с Кевином Харрингтоном. Её персонаж из «Заключённого» Реб была вычеркнута из сериала, но Эндрюарта повторила эту роль в июне 1985 года.
Эндрюарта продолжила работать с Melbourne Theatre Company над несколькими постановками, включая роль в австралийской постановке «Том и Вив». За исполнение этой роли Эндрюарта получила награду Green Room Awards 1987 года как лучшая актриса. В 1988 году она сыграла роли двоюродной бабушки Дины в фильме «Тристрам Шенди» и Джоан в «Ассорти из Динкума».
В 1990 году Эндрюарта сыграла роль Мэрион Стюарт в драматическом сериале телеканала ABC «Посольство». Персонаж был представлен как сильная жена австралийского посла. За роль Мэрион Эндрюарта была номинирована на премию Австралийского института киноискусства 1991 года в категории «Лучшая актриса в главной роли в телевизионной драме». Несмотря на успех, Эндрюарту не пригласили вернуться в последний сезон шоу, и она возобновила работу в Melbourne Theatre Company. В 1991 году она сыграла Сандру в другой постановке Melbourne Theatre Company, «Sunday Lunch»; она также сыграла главную роль журналистки-расследователя Джин в спектакле Майкла Гурра «Сексуальный дневник неверного». В сезоне 1992 года Эндрюарта сыграла главную роль Эмилии в «Отелло». В 1993 году она сыграла роль барменши Бреды в фильме «Счастливый и святой случай», а затем сыграла Лизу в фильме «Сад внучек». Эндрюарта сыграла Кэролайн в другой пьесе Гурра под названием «Нижнее бельё, духи и защитный шлем», премьера которой состоялась в 1994 году. В сезоне 1995 года она сыграла роль Мэри Маргарет в мюзикле «Добрые дела». В 1998 году она получила роль в фильме «Отель Сорренто», а позже сыграла Лиз в фильме «Восходящая рыбная молитва». В том же году Эндрюарта также поставила театральную постановку под названием «Неоновый ангел».
В 1999 году Эндрюарта присоединилась к актёрскому составу мыльной оперы «Соседи», сыграв роль Лин Скалли. Эндрюарта покинула шоу в 2006 году. Она сразу же возобновила работу в театре. В 2007 году Эндрюарта взяла перерыв в актёрской карьере, пока помогала ухаживать за своей больной матерью, до её смерти в январе 2008 года. Она также использовала это время, чтобы помочь дочери с образованием. Позднее она вернулась в «Соседи» в качестве приглашённой звезды в 2008 году и ещё раз в 2009 году и оставалась в сериале ещё два года. В 2011 году Эндрюарта снова решила покинуть сериал. Она заявила, что должна была вернуться только в качестве гостя, но в итоге осталась. Эндрюарта решила уйти, чтобы заняться другими актёрскими ролями. Актриса позже повторила эту роль в дополнительных гостевых ролях в 2016, 2017 и 2019 годах.
В 2017 году Эндрюарта присоединилась к актёрскому составу сериала «Семь типов неоднозначности» в повторяющейся роли Кэтлин.
Её последние роли были в 2023 году в драматическом мини-сериале SBS «Безопасный дом» в роли Дианы и в триллере Paramount+ 2024 года «Подделка» в роли Кэт Тови.

## Смерть
Эндрюарта умерла 26 июля 2024 года в Мельбурне, Австралия.
Звезда сериала «Соседи» и её подруга Джеки Вудберн отдала дань уважения, сказав, что она «была одной из лучших актрис поколения. Я буду скучать по ней каждый день». Также дань уважения выразили Стефан Деннис, а также директор по кастингу Ян Расс, Джейн Холл и Люсинда Коуден.